# کریستال مایرز
کریستال مایرز (انگلیسی: Krystal Meyers؛ زادهٔ ۳۱ ژوئیهٔ ۱۹۸۸) یک موسیقی‌دان اهل ایالات متحده آمریکا است. 
وی بین سال‌های ۲۰۰۵ تا ۲۰۰۹ میلادی فعالیت می‌کرد.